# Diplonevra altipetax
Diplonevra altipetax är en tvåvingeart som beskrevs av Schmitz 1935. Diplonevra altipetax ingår i släktet Diplonevra och familjen puckelflugor. Inga underarter finns listade i Catalogue of Life.